# Белява (Мазовецьке воєводство)
Белява (пол. Bielawa) — село в Польщі, у гміні Констанцин-Єзьорна Пясечинського повіту Мазовецького воєводства.
Населення — 1555 осіб (2011).
У 1975-1998 роках село належало до Варшавського воєводства.
У селі розташовується Американська школа Варшави, яка перебуває під опікою «Управління міжнародними школами» Державного департаменту США, у якій навчаються діти працівників дипломатичного корпусу, та діти чи утриманці громадян США, що тимчасово перебувають чи проживають на території Польщі.

## Демографія
Демографічна структура станом на 31 березня 2011 року:
|          | Загалом | Допрацездатний вік | Працездатний вік | Постпрацездатний вік |
| -------- | ------- | ------------------ | ---------------- | -------------------- |
| Чоловіки | 729     | 161                | 480              | 88                   |
| Жінки    | 826     | 169                | 445              | 212                  |
| Разом    | 1555    | 330                | 925              | 300                  |